# Miele
Miele & Cie. KG je německý výrobce domácích spotřebičů se sídlem ve městě Gütersloh, které leží v Severním Porýní-Vestfálsku. I po 118leté existenci funguje stále jako rodinná firma a v jejím čele stojí již čtvrtá generace zakládajících rodin Miele (podíl 51,1 %) a Zinkann (podíl 48,9 %). Jedná se o komanditní společnost.
Firma Miele zaměstnává po celém světě více než 16 600 spolupracovníků. V obchodním roce 2010/2011 dosáhla obratu 2,95 miliard Eur. V čele společnosti stojí zástupci zakladatelských rodin: Markus Miele a Reinhard Zinkann jun. a dále Eduard Sailer na pozici jednatele odpovědného za techniku , Heiner Olbrich na pozici jednatele odpovědného za marketing a odbyt a Olaf Bartsch na pozici jednatele odpověděného za finance a controlling.

## Historie společnosti

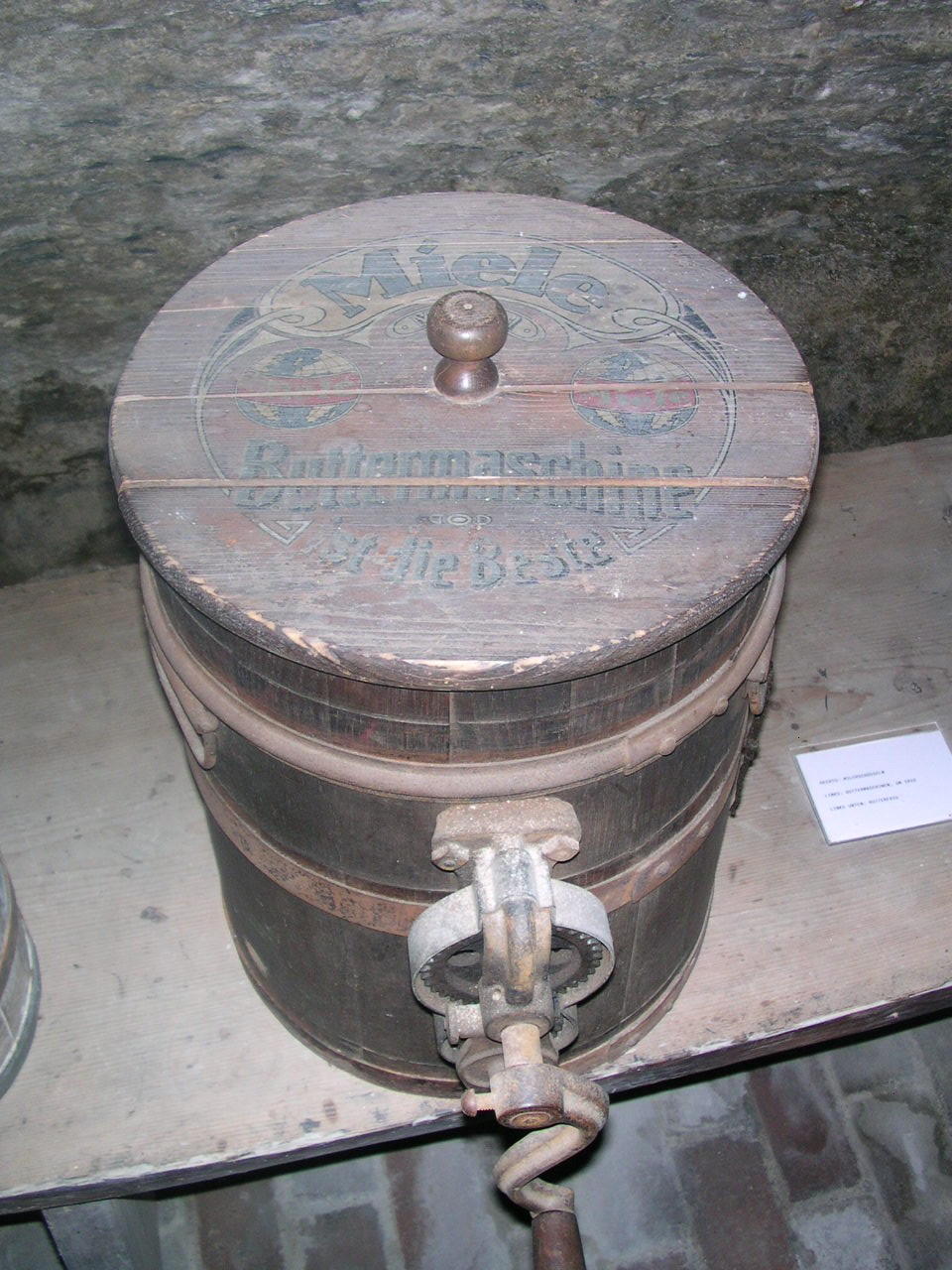
Máselnice v městském muzeu Bad Berleburg

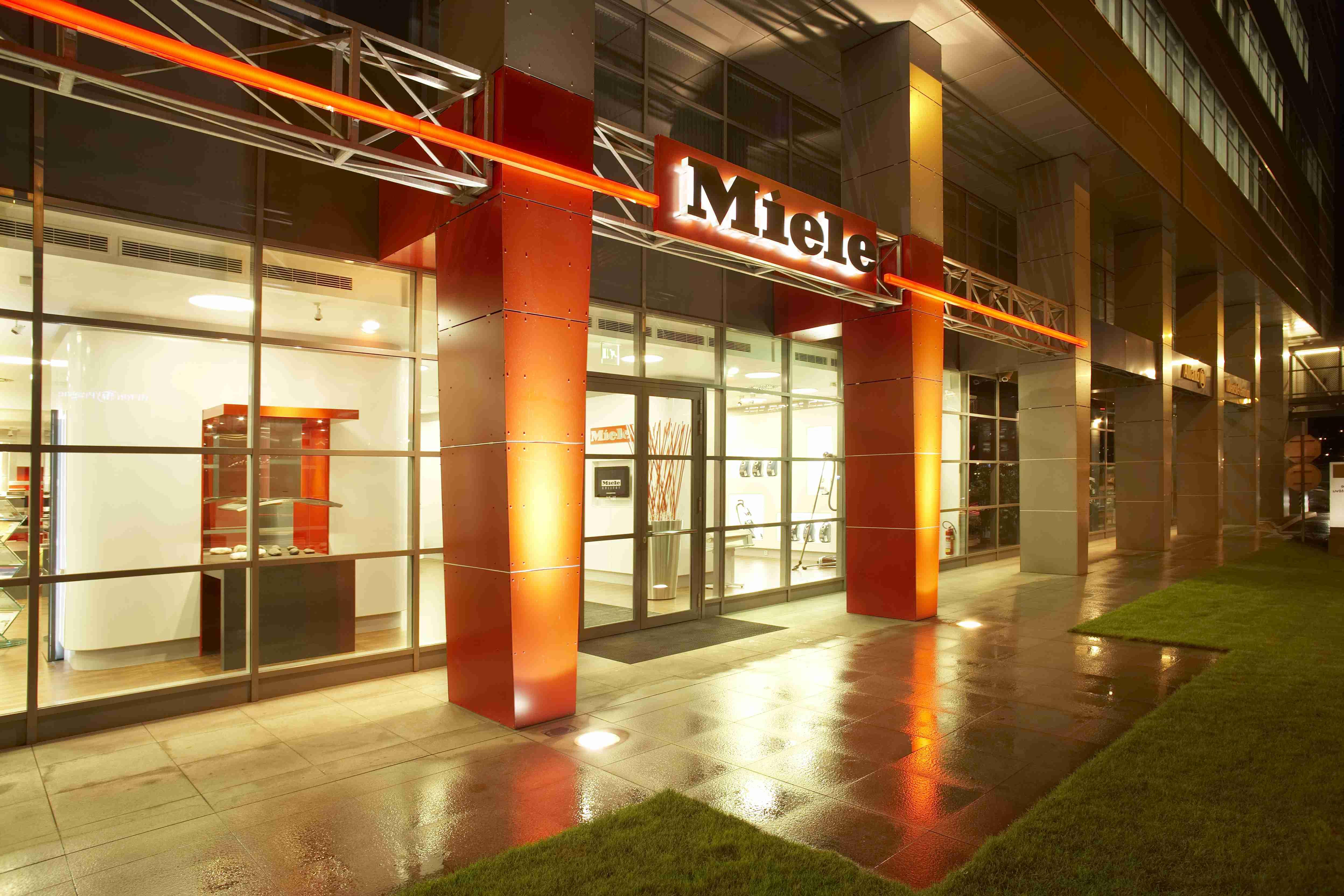
Miele Galerie Praha

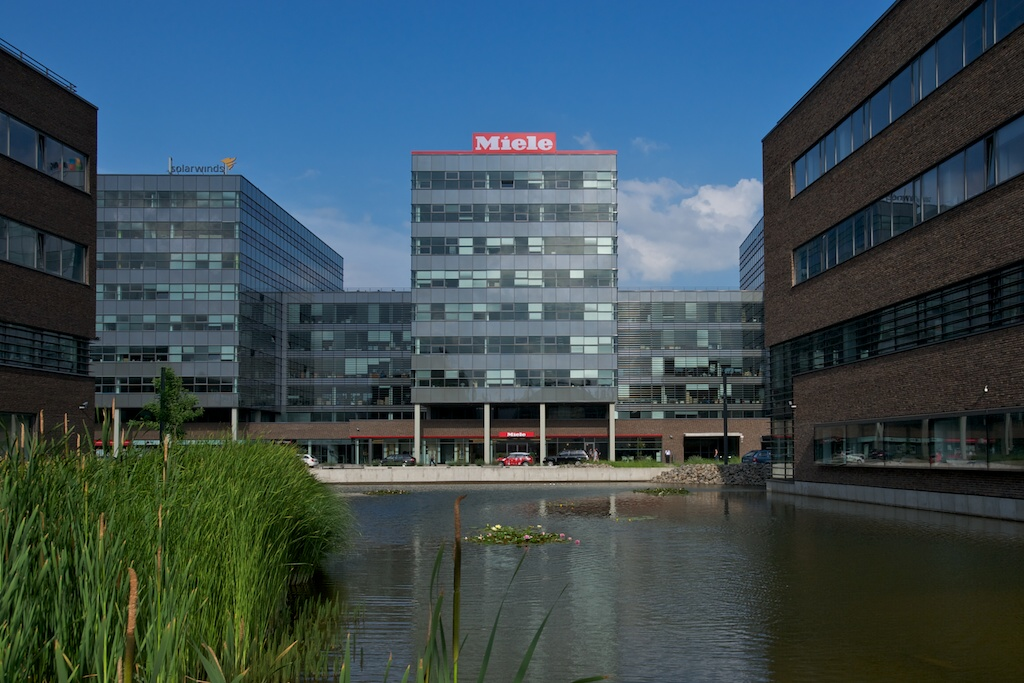
Sídlo centrály Miele Česká republika a Miele Gallery v Brně

Společnost Miele byla založena 1. července 1899 v malém vestfálském městě Herzebrock. Zakladateli se stali společníci Carl Miele (1869 – 1938) a Reinhard Zinkann (1864 – 1939). Výroba byla zahájena společně s 11 spolupracovníky v budově bývalého mlýna. Prvním výrobkem byly odstředivky mléka, ke kterým v roce 1900 přibyly máselnice. Na základě technické konstrukce odstředivky mléka byla ještě téhož roku vyvinuta první pračka Miele.
V roce 1907 byla výroba společně s téměř 60 spolupracovníky přesunuta z malého města Herzebrock do bývalé továrny na čerpadla v blízko ležícím městě Gütersloh. Zde se od roku 1911 vyráběla i jízdní kola. V roce 1914 bylo Miele největší německou továrnou na odstředivky mléka, máselnice, pračky, ždímačky a mandly. V průběhu první světové války se zakladatelé – Carl Miele a Reinhard Zinkann rozhodli založit další továrnu v nedalekém Bielefeldu. Zde se vyráběly díly na odstředivky mléka a elektromotory.
V roce 1927 byla zahájena výroba vysavačů a v roce 1929 představila společnost Miele první evropskou myčku nádobí. Od roku 1930 se zde vyráběly dokonce i mopedy. V roce 1932 patřila Miele k největším továrnám v Evropě. V průběhu druhé světové války se v továrnách Miele vyráběly řídící jednotky pro torpéda válečných ponorek.
V 50. letech patřila společnost Miele k největším německým výrobcům mopedů a motorek. Jejich výroba však byla v roce 1960 ukončena, aby se tak uvolnila výrobní kapacita pro pračky a myčky nádobí. V roce 1965 přibyl další závod. Tentokráte v městě Lehrte nedaleko Hannoveru. Zde se vyráběly profesionální přístroje pro praní prádla a dojící zařízení. Od roku 1969 se Miele věnovala i prodeji kuchyňského nábytku. Pro jeho výrobu byla v roce 1973 započata výstavba nového závodu ve vestfálském Warendorfu, který byl do provozu uveden v roce 1975.
V roce 1982 získala Miele firmu Cordes v Oelde-Lette, která se do té doby specializovala na přístroje péče o prádlo, a pracovalo zde okolo 400 spolupracovníků a její obrat činil cca 65 milionů německých marek. Dodatečně zde byla dostavěna ještě továrna na pečicí trouby a firma Cordes jako taková přestala existovat.
V roce 1990 se společnosti Miele podařilo převzít také specializovanou firmu na vestavné spotřebiče a velkokuchyňská zařízení Imperial v Bünde. V této době měla firma Imperial okolo 650 spolupracovníků a obrat 140 milionů německých marek. Kromě kmenového závodu patřila k Imperialu i továrna v Arnsbergu, která se rovněž stala součástí skupiny Miele. V roce 1999, kdy společnost Miele oslavila 100. výročí, byla značka Miele nejvíce prodávanou značkou na německém i evropském trhu s elektrospotřebiči.
V roce 2004 zemřel Rudolf Miele (1929 – 2004) – vnuk zakladatele Carla Miele a jeho partner Peter Zinkann (* 1928), rovněž vnuk zakladatelské generace, se stáhl z každodenní činnosti ve firmě. S jejich syny – Markusem Miele (* 1968) a Reinhardem Zinkannem (* 1959) – nastoupila do vedení již čtvrtá generace zakladatelských rodin.
V roce 2005 se Miele rozhodla ukončit výrobu kuchyňského nábytku a výrobní závod ve Warendorfu odprodala švýcarskému výrobci kuchyní Arbonia-Forster. Závod na plastové komponenty ve Warendorfu zůstal v majetku společnosti Miele. V roce 2007 obdržela Miele ocenění „Nejlepší značka“ od agentury pro výzkum trhu GfK.
Česká pobočka společnosti Miele byla založena v roce 1991 se sídlem v Brně. V současnosti jsou zákazníkům k dispozici dvě Miele Gallery (Brno, Praha), kde je poskytován kompletní poradenský servis.

## Výrobní závody

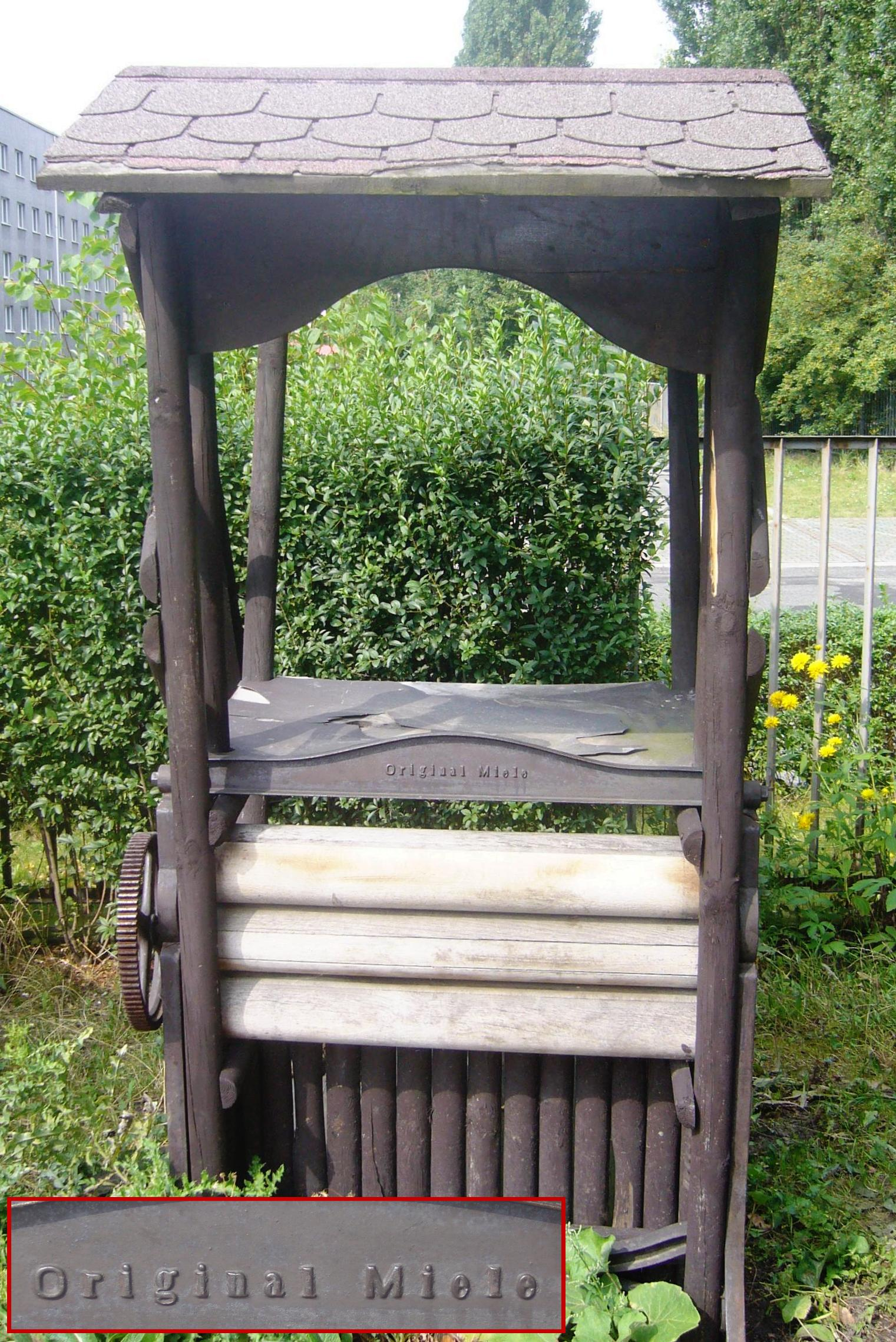
Stará ždímačka. Fotografováno v zahrádce v Gliwicích v Polsku.

Přístroje Miele jsou nabízeny ve 45 zemích prostřednictvím obchodních zastoupení, která patří mateřské společnosti, a v dalších 50 zemích, kde jsou nabízeny nezávislými dovozci. Největším trhem je Německo s podílem okolo 28 % na celkovém obratu, následováno Nizozemskem, Velkou Británií a Švýcarskem.
Spotřebiče Miele jsou vyráběny ve dvanácti závodech (osm závodů v Německu a po jednom závodu v Rakousku, Česku, Rumunsku a Číně).
- Gütersloh (od 1907)
- Bielefeld (od 1916)
- Euskirchen (od 1951)
- Lehrte (od 1965)
- Warendorf (od 1973)
- Oelde-Lette (od 1986)
- Arnsberg (od 1990)
- Bünde (od 1990)
- Bürmoos, Rakousko (od 1962)
- Dōngguǎn, Čína (v kooperaci s podnikem Melitta; od 1996)
- Uničov, Česko (od 2003)
- Brașov, Rumunsko (od 2009)

## Produkty
Miele vyrábí elektrické přístroje pro domácnost i profesionální použití. Produkty často obsazují první místa v testech kvality a designových žebříčcích. Společnost Miele klade důraz na inovaci a kvalitu a je tak majitelem mnoha patentů – př. Voštinový buben u praček a sušiček, příborová zásuvka u myček nádobí atd.

### Domácí spotřebiče
Nejvýznamnějšími produktovými skupinami jsou automatické pračky, sušičky, myčky nádobí a vysavače. Dalšími produktovými řadami jsou vestavné a volně stojící kuchyňské spotřebiče (sporáky, pečicí trouby, varné desky, odsávače par, parní trouby, kávovary, nahřívače nádobí, mikrovlnné trouby), mandly a chladničky a mrazničky.
Jako jediný výrobce domácích spotřebičů nabízí Miele i vlastní řadu pracích, mycích a ošetřujících prostředků pod názvem Miele Care Collection.

### Profesionální přístroje

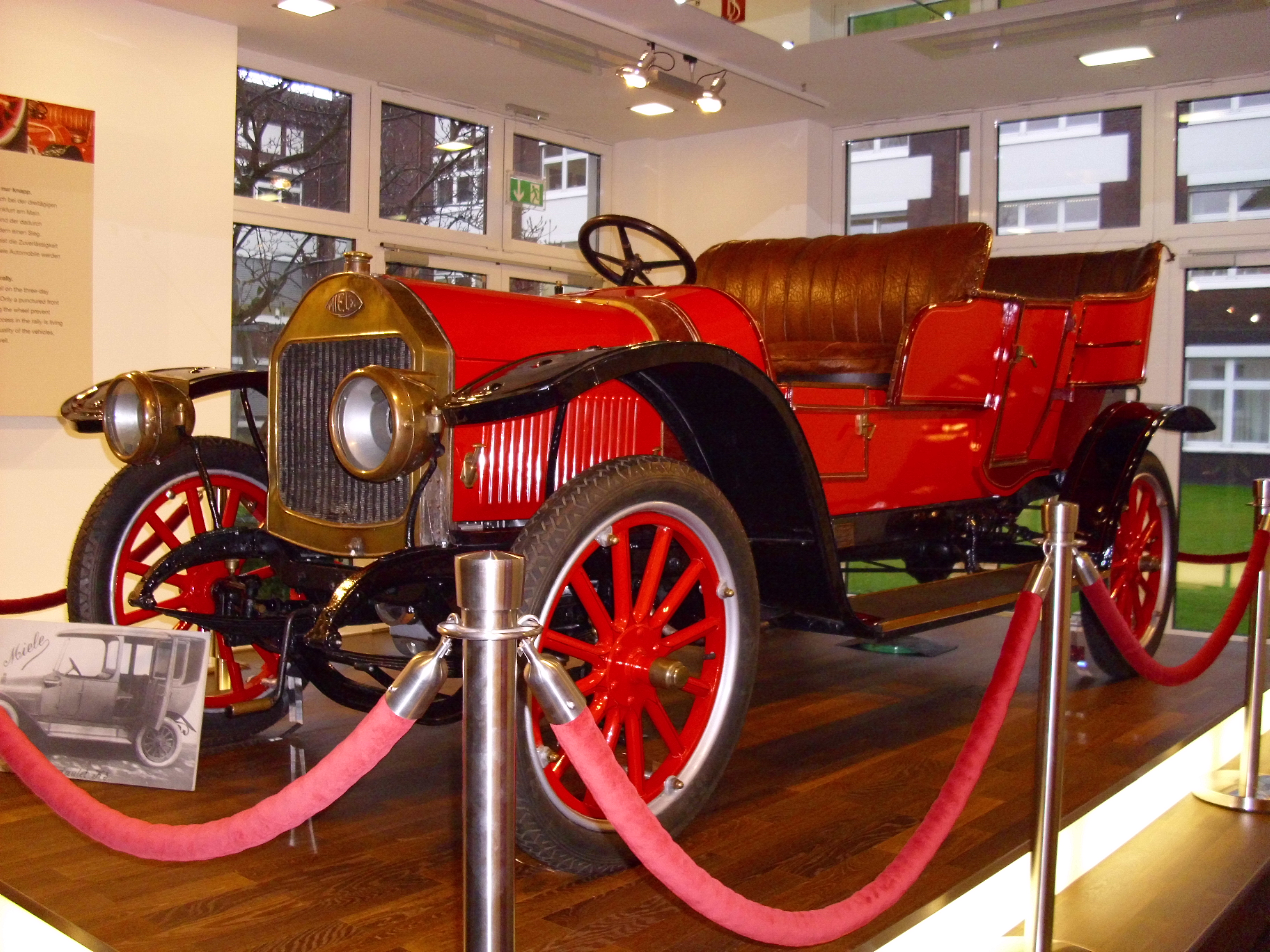
Miele-Automobil

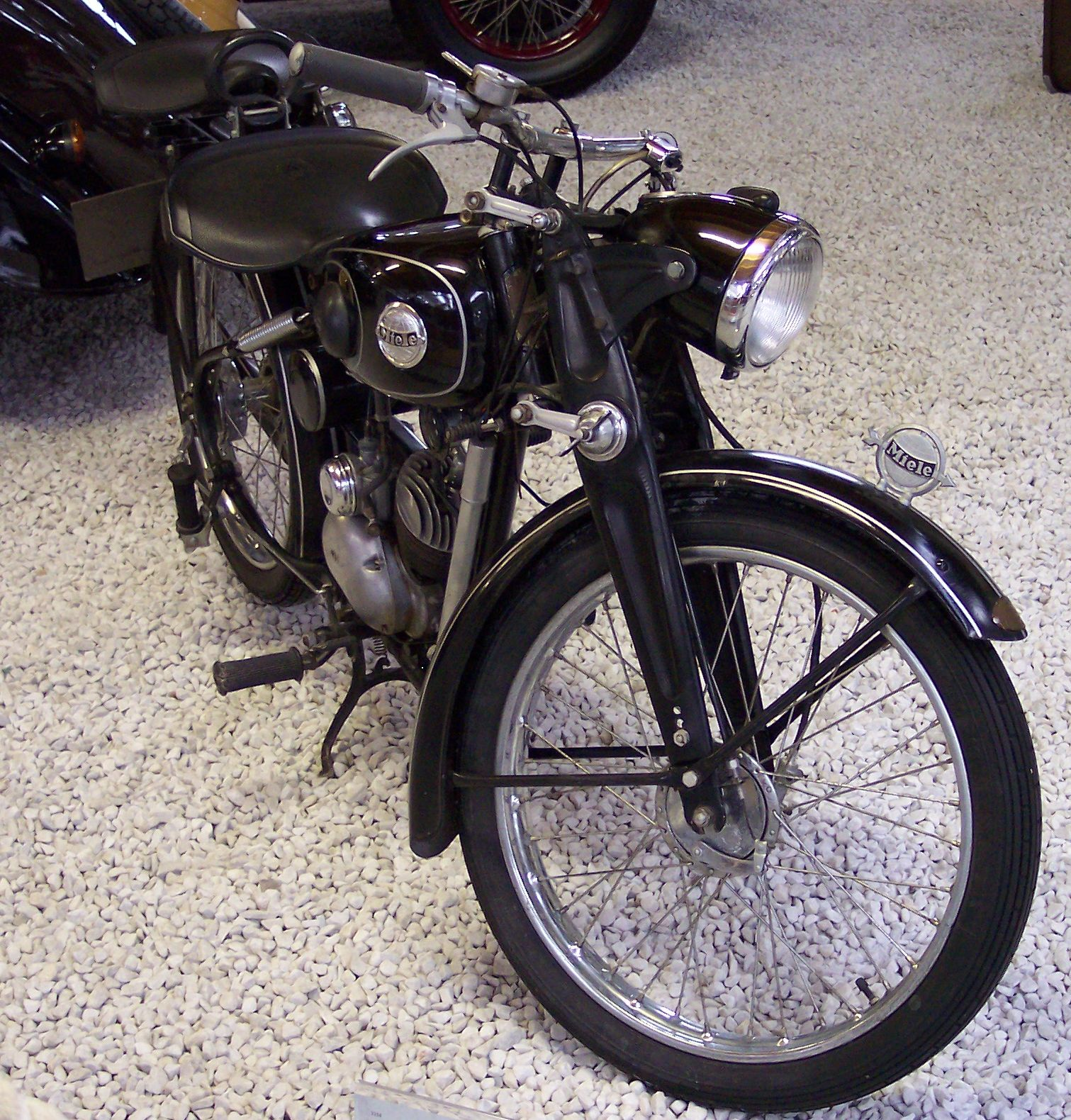
Motorka v technickém muzeu Speyer

Miele Professional je oblastí s přístroji pro profesionální péči o prádlo (prádelny, čistírny apod.), pro profesionální mytí nádobí (gastronomie, hotelnictví, zdravotnická zařízení, kanceláře apod.) a pro mytí a dezinfekci laboratorního a zdravotnického zařízení (laboratoře, centrální sterilizace, ordinace apod.).
Od roku 2010 vykročila Miele směrem k poskytovatelům systémů, které umí dokumentovat průběh mycích a sterilizačních procesů (System4med, System4dent apod.). Díky tomu jde ruku v ruce kvalitní přístroj, standardní a speciální programy a dokumentace procesů. Přístroje jsou proto vhodné pro malá zdravotnická zařízení a pro velké centrální sterilizace v nemocnicích a operačních centrech.

### Historická výroba
V období od 2. dubna 1912 do 26. února 1914 vyráběla společnost Miele i automobily. Celkový počet vyrobených automobilů byl v rozmezí 125–143 ks. V nabídce byly tři modely. Všechny byly vybaveny čtyřválcovým motorem o obsahu 1568 cm³ nebo 2292 cm³.
Automobily byly prodávány kromě Německa i v Brazílii, Francii, Rakousku, Maďarsku a Uruguayi. Jediný dochovaný exemplář je v současné době v muzeu v sídle společnosti. Byl nalezen v roce 1996 v Norsku.
Kromě automobilů vyráběla Miele i mopedy a motorky, kola, káry, ledničky, máselnice, dojicí zařízení, odstředivky mléka, ždímačky, odstředivky, žehličky, čističky vzduchu, zařízení do velkých kuchyní a kuchyňský nábytek.